# (8060) Аний
(8060) Аний (лат. Anius, др.-греч. Ἄνιος) — типичный троянский астероид Юпитера, движущийся в точке Лагранжа L4, в 60° впереди планеты. Астероид был открыт 19 сентября 1973 года американскими астрономами К. Й. ван Хаутеном, И. ван Хаутен-Груневельд и Томом Герельсом в Паломарской обсерватории и назван в честь Ания, персонажа древнегреческой мифологии.

Орбита астероида Аний и его положение в Солнечной системе